# Късмет
Късмет (от арабското qisma, „съдба“, „участ“, през турското kismet, „предопределение“) означава както предопределението на човека, неговата съдба („Такъв му бил късметът“), така и особеното, необяснимо щастие и сполука, които облагодетелстват някои хора без оглед на това дали са го заслужили. Обратното на късмет се нарича лош късмет или нещастие, за случаите, когато лошо събитие се случи ненадейно или сякаш зла съдба или проклятие преследва потърпевшия. За последния в такъв случай се употребява и обобщаващата фраза „карък/каръщина“, отразяваща суеверие за обреченост на всякакъв вид негативни събития в житейски аспект. Приемането на външни събития като лична заплаха е според науката психология характерно за страдащите от неврози, а разчитането на късмет често се третира от религиите, като греховно и като изява и основа на гордост (един от християнските смъртни грехове и тежки пороци), самомнение от типа на т.нар. хюбрис или като признак за неразбиране на религиозните принципи и път към отдалечаване от съответните идеали. В будизма причината за всичко ставащо в текущия живот е кармата, натрупана вече през всички предходни и непроменима в този, което обезсмисля опитите късметът да се промени или дори изключва изобщо той да представлява някаква реалност, въпреки че неяснотата, какво има да се случи остава, което пък доближа астрологията и подобни практики до откровено шарлатанство. В езическите религии присъстват божества на късмета, като Тюхе и Фортуна от гръко-римската митология, божества на съдбата (например норни у викингите), но и събития, ставащи и развиващи се в митологията по моментните приумици на боговете или в резултат на враждите им (като Троянската война).
Думата „късмет“ е навлязла в българския език през турския по време на османското владичество. Смисълът влаган отначало в нея може да не е бил съвременният, тъй като и ислямът поначало отхвърля отразяваната в него представа за необяснима и непредопределена случайност. Преди това в България за същото вероятно са се използвали славянски думи, като "слука", "сполука", "удача" и съответните им противоположности, производни на които съществуват в съвременния български език (например "неудачник" - човек, който по една или друга причина е сполитан редовно от неуспехи; "наслука" - пожелание за случването някому на нещо положително). В сходен смисъл може да се употребява "щастие", съответно - "нещастие".
„Има късмет“, "късметлия е" се казва за някого, който успява да свърши или получи нещо добро и желано или да се спаси от нещо неприятно и опасно, независимо от обстоятелствата или поради благоприятното им стечение. Думата късмет често се ползва за успех с хазартен уклон, внезапна печалба/изгода.
Идеята за късмета/щастливата случайност (еднократна, многократна, трайна или постоянна) е широко застъпена в културата, а особено във фолклора на много народи, включително - на българския. Например "късмет" се нарича пара̀та или дряновото клонче, поставени в баница срещу Нова година, Коледа или Заговезни, за да се падне някому, и наречени с пожелание за добра сполука. За най-разнообразни талисмани и амулети, както и за различни поначало несвързани причинно-следствено с желателния/нежелателния резултат събития и действия се казва, че носят добър или лош късмет и щастие или нещастие. Много случайни, както и много обичайни явления се обясняват със свръхестествени намеси или се свързват с такива сили и за тях се гадае по предзнаименования. Същевременно в православното християнство вярата в късмета и стремежа към такъв (като нещо, което не е непременно по Божия воля и позволение, а може да е станало дори въпреки или без тях и не е в резултат на положени усилия и благочестие, а на някакво по принцип незаслужено или чрезмерно предпочитание или благоволение свише или е постигнато с магия) се смятат за противоречащи на учението му, а се препоръчва облягане на Божията благодат и живот в смирение. Като основно средство за получаване на някакво добро или избягване на зло, по милостта на Господ, се посочват молитвите.